# Працюючи над собою
Працюючи над собою (англ. Work in Progress) — американський комедійний телесеріал, створений компанією Showtime, прем’єра якого відбулася 8 грудня 2019 року. Серіал був створений Еббі МакЕнані та Тімом Мейсоном, написаний та зпродюсований МакЕнаном, Мейсоном та Ліллі Вачовскі.
13 січня 2020 року Showtime оголосила про зйомки 10 серій другого сезону, зйомки пройдуть в Чикаго того ж року.

## Синопсис
Героїня самоідентифікуюча себе як "жирний квір" вступає в трансформаційні відносини під час кризи.

## У ролях

### Основні персонажі
- Еббі МакЕнані у ролі Еббі, 45-річна самоідентифікуюча себе як "жирний квір", яка в своєму житті бореться з депресією та тривогою.
- Карін Англін у ролі Елісон, сестри Еббі.
- Селеста Пехус у ролі  Кемпбелл, подруга Еббі.
- Джулія Суіні грає саму себе.
- Арманд Філдс — Кінг
- Джерард Нойген — Майк
- Ечака Агба — Мелані

### Запрошені гості
- Тео Жермен у ролі Кріса, 22-річного баристи, який вступає у стосунки з Еббі. Тео - транс-чоловік.
- «Дивний Ел» Янковик у ролі себе, грає чоловіка Джулії.[2][3]

## Епізоди
| № серії (в сезоні) | Назва серії                                                         | Режисер(и) | Сценарист(и)                               | Original release date |
| ------------------ | ------------------------------------------------------------------- | ---------- | ------------------------------------------ | --------------------- |
| 1                  | «180 Almonds»                                                       | Тім Мейсон | Еббі МакЕнані & Тім Мейсон                 | 8 грудня 2019         |
| 2                  | «176, 172, 171»                                                     | Тім Мейсон | Еббі МакЕнані, Тім Мейсон & Ліллі Вачовскі | 15 грудня 2019        |
| 3                  | «162»                                                               | Тім Мейсон | Еббі МакЕнані, Тім Мейсон & Ліллі Вачовскі | 22 грудня 2019        |
| 4                  | «161, 153, 137, 122, 106, 104, 102 (We're Still Counting Almonds.)» | Тім Мейсон | Еббі МакЕнані, Тім Мейсон & Ліллі Вачовскі | 29 грудня 2019        |
| 5                  | «66, 65, 64, 62»                                                    | Тім Мейсон | Еббі МакЕнані, Тім Мейсон & Ліллі Вачовскі | 5 січня 2020          |
| 6                  | «15, 14 (pt. 1)»                                                    | Тім Мейсон | Еббі МакЕнані, Тім Мейсон & Ліллі Вачовскі | 12 січня 2020         |
| 7                  | «14 (pt. 2), 12, 11, 10»                                            | Тім Мейсон | Еббі МакЕнані, Тім Мейсон & Ліллі Вачовскі | 19 січня 2020         |
| 8                  | «3, 2, 1»                                                           | Тім Мейсон | Еббі МакЕнані, Тім Мейсон & Ліллі Вачовскі | 26 січня 2020         |

## Виробництво
Майкл Огніасанті виступав в ролі оператора-постановника серіалу. Оскільки серіал натхненний життям МакЕнані став викликом для Огніасанті у якого було захоплення справжністю історії в рамках серіалу. З цієї причини зйомки відбувалися в реальних місцях, переважно в нічних інтер'єрах, і для освітлення вони використовували практичні джерела світла, доповнені невеликими світлодіодними лампами, щоб сцени не виглядали надто штучно. Через імпровізаційний стиль акторської майстерності, Огніасанті використовував дві камери Arri Alexa Mini, щоб отримати більший матеріал для зйомки прихованих моментів. Камери були обладнані лінзами Zeiss Super Speed. Огніасанті читав весь сюжет серії, та проектував сцени в Cinema 4D, перш ніж знімати їх на камеру.

## Критика
Критики сприйняли серіал Працюючи над собою позитивно. Rotten Tomatoes, повідомив про 100% критичний рейтинг схвалення із середньою оцінкою 8.03 / 10 на основі 23 відгуків. Для Metacritic, який використовує середньозважений рівень, вручив сезону  78 балів із 100, на основі 9 критиків, із зазначенням "загалом сприятливих відгуків".